# Hospital Saint Thomas
El hospital Saint Thomas (St Thomas' Hospital) es un hospital universitario en Londres, Inglaterra. Forma parte de la sede de la Escuela de medicina del King's College de Londres, junto al Guy's Hospital y el King's College Hospital. Es administrado por el Guy's and St Thomas' NHS Foundation Trust. 
Desde 1871 está ubicado en el distrito de Lambeth, en el centro de Londres, frente al palacio de Westminster y a un lado del puente de Westminster. Su ubicación original era en Southwark.
Es uno de los principales hospitales londinenses y está asociado con importantes nombres de la historia médica británica y mundial, como Florence Nightingale, Astley Cooper, William Cheselden, Linda Richards, Edmund Montgomery y Agnes Elizabeth Jones. 
Fue uno de los primeros hospitales en adoptar mejoras en sus instalaciones de acuerdo a lo establecido por Florence Nightingale en sus Notas sobre Hospitales (Notes on Hospitals). Estas reformas fueron inauguradas en 1868 por la reina Victoria y consistieron en seis pabellones separados y conectados por corredores. La intención inicial era mejorar la ventilación y aislar a los pacientes con enfermedades infecciosas.
Sus instalaciones albergan el Museo de Florence Nightingale.

## Florence Nightingale
La gran repercusión en Inglaterra de la labor de Florence Nightingale durante la guerra de Crimea, tuvo como consecuencia la creación del Fondo Nightingale para el entrenamiento de enfermeras, bajo la presidencia honoraria del Duque de Cambridge. 
Gracias a esta iniciativa, en 1859 Nightingale pudo disponer de 45.000 libras, monto que le permitió inaugurar la «Escuela de Entrenamiento Nightingale» (Nightingale Training School) en el Hospital Saint Thomas, el 9 de julio de 1860. Su nombre actual es «Escuela Florence Nightingale de Enfermería y Partería» (Florence Nightingale School of Nursing and Midwifery) y está integrada al King's College de Londres. Las primeras enfermeras egresadas de esta escuela comenzaron a trabajar el 16 de mayo de 1865 en la «Enfermería Liverpool Workhouse» (Liverpool Workhouse Infirmary). 